# Pentanisia arenaria
Pentanisia arenaria là một loài thực vật có hoa trong họ Thiến thảo. Loài này được (Hiern) Verdc. mô tả khoa học đầu tiên năm 1952.